# Alastair Gillespie
Alastair William Gillespie PC OC (* 1. Mai 1922 in Victoria, British Columbia; † 19. August 2018 in Toronto) war ein kanadischer Wirtschaftsmanager und Politiker der Liberalen Partei, der mehrere Jahre Abgeordneter des Unterhauses sowie Minister war.

## Leben
Nach dem Besuch der Brentwood College School absolvierte Gillespie ein Studium der Wirtschaftswissenschaften, das er zunächst mit einem Bachelor of Commerce (B.Comm.)  an der McGill University und später mit einem Master of Commerce (M.Comm.) an der University of Toronto abschloss. Zwischen 1941 und 1945 leistete er seinen Wehrdienst im freiwilligen Reservedienst der Royal Canadian Navy, zunächst war er im Konvoidienst im Nordatlantik und anschließend als Jagdflieger und wurde zuletzt zum Leutnant befördert.  Ein weiteres Studium an der University of Oxford beendete er Unterstützung durch ein Rhodes-Stipendium mit einem Master of Arts (M.A.) und war später als Wirtschaftsmanager beim Verlag W. J. Gage & Company tätig.
Bei der Unterhauswahl vom 25. Juni 1968 wurde Gillespie als Bewerber der Liberalen Partei erstmals zum Abgeordneten in das Unterhaus gewählt und vertrat in diesem bis zu seiner Niederlage bei der Unterhauswahl am 22. Mai 1979 den Wahlkreis Etobicoke, wobei er bei der Unterhauswahl 1979 für den neuen Wahlkreis Etobicoke Centre antrat.
Zu Beginn seiner Parlamentszugehörigkeit war er zwischen September 1968 und Oktober 1970 Vize-Vorsitzender des Ständigen Unterhausausschusses für Finanzen, Handel und Wirtschaftsangelegenheiten, ehe er im Anschluss von Oktober 1970 bis August 1971 als Parlamentarischer Sekretär beim Präsidenten des Schatzamtes sein erstes Regierungsamt übernahm.
Danach wurde er am 12. August 1971 von Premierminister Pierre Trudeau als Staatsminister für Wissenschaft und Technologie in die 20. Regierung Kanadas berufen. Bei einer Regierungsumbildung übernahm er danach am 27. November 1972 das Amt des Ministers für Industrie, Handel und Gewerbe, das er bis zum 25. September 1975 innehatte. Nach einer weiteren Kabinettsumbildung war er zwischen dem 26. September 1975 und dem Ende von Trudeaus Amtszeit am 3. Juni 1979 Minister für Energie, Bergbau und Ressourcen und übernahm daneben vom 24. November 1978 bis zum 3. Juni 1979 erneut das Amt des Staatsministers für Wissenschaft und Technologie.
Nach seinem Ausscheiden aus Regierung und Parlament war er wieder als Manager tätig. Daneben engagierte er sich als Direktor des Spinal Cord Centre des Lyndhurst Hospital in Toronto, als Direktor der National Ballet School sowie als Präsident der Canadian Opera Company. Für seine jahrzehntelangen Verdienste in Politik und Wirtschaft wurde Gillespie am 21. Oktober 1998 zum Officer des Order of Canada ernannt.
Sein Cousin David Anderson war ebenfalls langjähriger liberaler Abgeordneter des Unterhauses und zwischen 1993 und 2004 mehrfach Minister in der 26. Regierung von Jean Chrétien sowie in dem von Paul Martin gebildeten 27. Kabinett Kanadas.

## Veröffentlichungen
- Made in Canada : a businessman's adventures in politics, Montréal 2009